# Bruno Erent
Bruno Erent (Zagreb, 30. prosinca 1990.) hrvatski je atletičar koji se natječe u brzom hodanju i dugoprugaškom trčanju.
Višestruki je državni rekorder te je u hodačkim disciplinama 14 puta poboljšao hrvatske rekorde na udaljenostima 3000 m u dvorani, 5000 m, 10.000 m, 20 km, 35 km i 50 km. 2014. je popravio državni rekord Valerijana Pupavca na 5000 m star 43 godine, a 2015., šest mjeseci kasnije, je popravio državni rekord također Valerijana Pupavca na 10.000m star 45 godina. 2024. je popravio državni rekord Aleksandra Rakovića na 20km star 33 godine. Prvi je brzi hodač iz Hrvatske koji je ostvario vrijeme ispod 5 sati (2015. godine) i ispod 4.5 sata (2015.) na 50 km ↓AP te je u više navrata uzastopno popravljao državni rekord u istoj disciplini, prvi je hrvatski brzi hodač koji je ostvario vrijeme ispod 3 sata (2021.) na 35 km na prvoj utrci te udaljenosti na kojoj je nastupio, prvi je hrvatski brzi hodač koji je ostvario vrijeme ispod 90 minuta (2024.) na 20km/20 000m ↓AP, ispod 45 minuta (2018.) na 10km/10 000m, ispod 22 minute (2017.) na 5000m/5km.
U 2019. godini u Slovačkoj postigao je aktualni hrvatski rekord 4;05:02, koji je bolji od norme koja je bila postavljena za Olimpijske igre 2016. godine. 
Ima status vrhunskog sportaša 3. kategorije Hrvatskog olimpijskog odbora.[nedostaje izvor]
Prvi je predstavnik u brzom hodanju iz Hrvatske koji je nastupio na Univerzijadi (2015.) i Europskom kupu u brzom hodanju (2015., 2017.,2019. i 2021.).
Prvi je hrvatski brzi hodač koji je nastupio na seniorskom Europskom prvenstvu (2018.).
Također se natječe u trčanju te je bio hrvatski reprezentativac u planinskom trčanju i krosu i osvajač srebrne (2016.) i zlatne (2022.) medalje na Prvenstvu Hrvatske u maratonu.

## Športska karijera
Na Univerzijadi 2015. bio je 23. u utrci na 20 km.
Na Europskom kupu u brzom hodanju 2015. bio je 43. u utrci na 20 km.
Na Europskom kupu u brzom hodanju 2017. bio je 22. u utrci na 50 km.
Na Europskom prvenstvu 2018. bio je 25. u utrci na 50 km.
Na Europskom kupu u atletskom hodanju 2019. bio je 29. u utrci na 50 km.
Na Prvenstvu Balkana u hodanju 2019. godine u utrci na 20 km osvojio 5. mjesto s osobnim rekordom 1;30:35.

### Osobni rekordi
d - dvorana
| Udaljenost | Vrijeme      |
| ---------- | ------------ |
| 50 km      | 4;05:02      |
| 35 km      | 2;45:15      |
| 20 km      | 1;30:35      |
| 10 km      | 43:35,00     |
| 10000m     | 44:56,5      |
| 5000m      | 21:26,29     |
| 3000m      | 13:28,52 (d) |